# Gare de Saskatoon (Union)
La  gare de Saskatoon dans la ville de Saskatoon en Saskatchewan est desservie par Via Rail Canada. C'est une gare patrimoniale avec personnel. Il y a 3 trains par semaine, dans chaque direction.